# Нейзильбер
Нейзи́льбер (нем. Neusilber — новое серебро) — сплав меди с никелем (5—35 %) и цинком (13—45 %).
Характеризуется коррозионной устойчивостью, повышенной прочностью и упругостью при деформации, удовлетворительной пластичностью в горячем и холодном состоянии. Имеет серебристый цвет. Легируется свинцом для лучшей механической обработки. Плотность от 8,1 до 8,7 г/см³; температура плавления около 900 °C.
В СССР выпускался нейзильбер марки МНЦ15-20 (Ni 13,5—16,5 %, Zn 18—22 %).
За счёт меньшего содержания меди, нейзильбер несколько дешевле аналогичного по внешнему виду и механическим свойствам мельхиора.

## Применение
Применяется в промышленности для изготовления деталей точных приборов, хирургических и других медицинских инструментов, трубопроводной арматуры, заклёпок опасных бритв, а также для изготовления государственных наград (орденов и медалей) и ювелирных изделий. Широко применяется при изготовлении филиграни и финифти.
Из нейзильбера изготавливаются современные поперечные флейты, прямые отрезки трубок медных духовых инструментов, лады и различные другие детали музыкальных инструментов, обмотка струн.
Столовые приборы из нейзильбера обязательно серебрят, иначе у пищи ощущается металлический привкус.